# نارو
نارو (بالإيطالية: Naro)‏ هي بلدية في مقاطعة جرجنت في صقلية الإيطالية.

## الجغرافيا
يقع مركز نارو على ارتفاع حوالي 700 م فوق سطح البحر. يتدفق نهر نارو في الإقليم وهناك أيضًا حوضان صناعيان: سد سان جيوفاني وسد فوروري. يمتد وادي واسع يسمى فال باراديسو بين المركز المسكون ومضيق صقلية، ترتفع وراءه بعض التلال التي تغطي إطلالة على البحر الأبيض المتوسط.
مناخ ناري هو مناخ متوسطي مع صيف حار وجاف وشتاء معتدل ورطب.

### أصول الاسم
تم تعريف القرية بأسماء مختلفة في العصور القديمة: إندارا Camico ، كاميكو Indàra أو إينيكو Inico خلال الفترة السيكانية، أكراغاس يونيكون Ἀκράγας Ἰωνικόν باليونانية، كاركونيانا Carconiana في زمن الرومان. يمكن اشتقاق الاسم الحالي من كلمة نارون اليونانية ναρόν («سائل، تيار» أو نيرون νηρόν ، νερόν، «ماء»)، من الفينيقية نهار (لهب)، أو العربية «نهر».

## السكان
في سنة 1861 بلغ عدد السكان 10٬565 نسمة، وتطور العدد ليصل في سنة 2011 لـ 8٬103 نسمة.
يظهر هذا المخطط البياني تطور النمو السكاني لـ نارو